# Manus Boonjumnong
Manus Boonjumnong (em tailandês: มนัส บุญจำนงค์, Ratchaburi, 23 de junho de 1980) é um boxista tailandês campeão olímpicos nos Jogos de Atenas em 2004.
Em sua primeira participação em Jogos Olímpicos, Boonjumnong conquistou a medalha de ouro na categoria meio-médio-ligeiro após vencer a luta final contra o cubano Yudel Johnson. Quatro anos depois nos Jogos Olímpicos de Verão de 2008, realizados em Pequim, novamente chegou a final da categoria meio-médio-ligeiro, mas dessa vez obteve a medalha de prata após perder para o dominicano Manuel Félix Díaz, por pontos (4–12).